# Gordon Wright

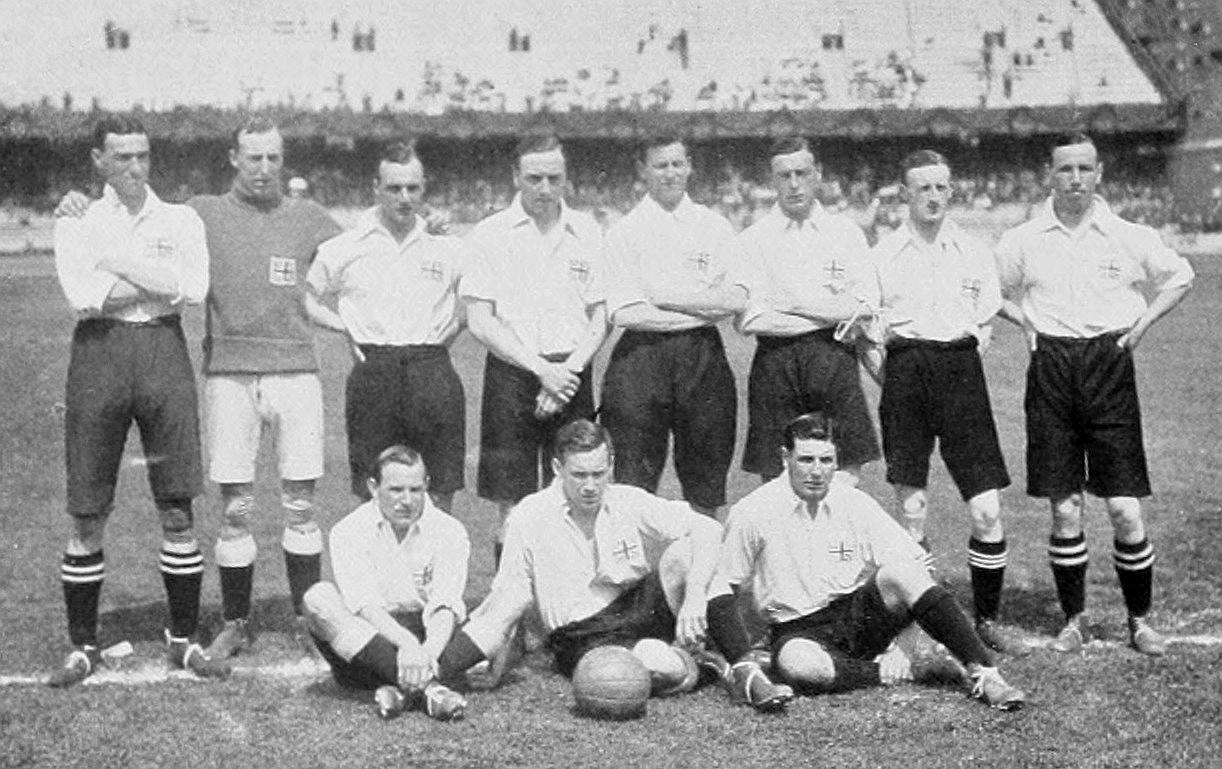
Registro visual da representação futebolística da Grã-Bretanha nos Jogos Olímpicos de Verão de 1912

Edward Gordon Dundas Wright  (Englefield Green, 4 de outubro de 1884 - 5 de junho de 1947) foi um futebolista inglês que competiu nos Jogos Olímpicos de 1912, sendo campeão olímpico.
Gordon Wright pela Seleção Britânica de Futebol conquistou a medalha de ouro em 1912. .